# 윤재이
윤재이 ( 1996년 7월 25일 ~ )는 대한민국의 레이싱 모델 겸 DJ이다.

## 학력
- 정신여자고등학교 졸업
- 동국대학교 경영학과 졸업

## 경력

### 레이싱모델 경력
- 2023 서울모빌리티쇼 CN모터스 모델
- 2023 KIC-CUP 본부팀 모델
- 2023 스즈키 라이딩 데이 바이크 모델
- 2023 현대 N 페스티벌 아사휠 모델
- 2023 오토살롱위크 모델
- 2022 CJ 대한통운 슈퍼레이스 유로모터스포츠 팀 모델
- 2022 오토살롱위크 레키네이터 모델
- 2022 현대 N 페스티벌 아사휠 모델
- 2022 KIC-CUP 본부팀 모델
- 2022 Puig & Bros 바이크 모델
- 2022 대구 트래블페어 오버랜드코리아 모델

DJ 경력
- 2022 용평 리조트 새해 카운트다운 디제잉
- 2022 시흥 웨이브파크 디제잉

## 수상
- 2022년 - 더 퀸 오브 코리아 베스트 프렌쉽상